# ТЕС Калабар
5°4′12.2″ пн. ш. 8°20′26.4″ сх. д. / 5.070056° пн. ш. 8.340667° сх. д.
ТЕС Калабар — теплова електростанція в Нігерії у південному штаті Крос-Ривер, на околиці міста Калабар.
Станція є однією з десяти, спорудження яких здійснювалось у відповідності до оголошеної 2005 року програми стрімкого нарощування можливостей електроенергетики National Integrated Power Projects. Її генеральним підрядником виступила японська корпорація Marubeni, а основне обладнання становлять п'ять газових турбін General Electric типу 9E загальною потужністю 562,5 МВт. Можливо відзначити, що станцію також номінують з показником у 634,5 МВт. В останньому випадку мова йде про ISO-потужність встановлених тут турбін, яку отримують при певних стандартизованих умовах температури, вологості та атмосферного тиску, тоді як перший з наведених вище показників враховує кліматичні умови на місці монтажу.
Станція досягла будівельної готовності у 2014-му, проте завершення пуско-налагоджувальних робіт затягувалось через відсутність палива. Весною наступного року компанія Seven Energy International почала поставки необхідного для роботи ТЕС природного газу, які здійснюватимуться з належного їй газопереробного заводу Uquod  у штаті Аква-Ібом.
На етапі будівництва проект реалізовувався через державну компанію Niger Delta Power Holding Company (NDPHC). У 2017-му уряд Нігерії оголосив про продаж станції приватному інвестору (ще в 2013 році розпочали приватизацію всіх об'єктів, виконаних за програмою National Integrated Power Projects, проте надалі процес був пригальмований).